# Ninox
Ninox (česky sovka, toto jméno je však používáno pro více různých sov) je rod sov z čeledi puštíkovití (Strigidae).

## Systematika
Rod vymezil anglický přírodovědec Brian Houghton Hodgson v roce 1837. V současnosti zahrnuje více než 30 druhů rozšířených od východní Sibiře po Japonsko, Cejlon, Sundské ostrovy, Filipíny, Novou Guineu, Austrálii, Nový Zéland a další ostrovy v Indo-Pacifiku, jeden druh obývá rovněž Madagaskar. Sovky se vyznačují kulatou hlavou „bez oušek“, nevýrazným obličejovým diskem a nozdrami z přední strany zduřelého ozobí. Velikostně variují mezi malými i většími druhy, mají poměrně dlouhý ocas a zašpičatělá křídla.
Systematiku komplikuje existence druhových komplexů – zmínit lze zejména „jižní komplex“ N. novaeseelandiae a molucký komplex N. squamipila. Studie z roku 2017 přišla se zjištěním, že větší ostrovy Wallacey s vyšší nadmořskou výškou hostí spíše samostatné druhy, zatímco menší a nižší ostrovy, kde hrozí vyšší riziko extinkce, jsou obývány spíše vzdálenými populacemi australských druhů. Tyto závěry tak svědčí pro skutečnost, že samotný region musel být v průběhu historie kolonizován vícekrát.
Od roku 2016 se v rámci rodu Ninox řadí i sovka bělolící (N. albifacies), předtím dlouhodobě vedena v rámci samostatného rodu Sceloglaux. Tento novozélandský endemit, jenž vykazoval adaptace k pozemnímu způsobu života, vyhynul ve 20. století. Naopak sovka šalamounská (N. jacquinoti) našla své umístění v rodu Athene.

### Přehled druhů
Na základě :
- Ninox affinis Beavan, 1867 – sovka andamanská
- † Ninox albifacies (Gray, GR, 1844) – sovka bělolící
- Ninox boobook (Latham, 1802) – sovka bubuk
- Ninox burhani Indrawan & S. Somadikarta, 2004 – sovka togianská
- Ninox connivens (Latham, 1802) – sovka štěkavá
- Ninox forbesi Sclater, 1883
- Ninox fusca (Vieillot, 1817)
- Ninox hantu (Wallace, 1863)
- Ninox hypogramma (Gray, 1861)
- Ninox ios Rasmussen, 1999 – sovka celebeská
- Ninox japonica (Temminck & Schlegel, 1845)
- Ninox leucopsis (Gould, 1838)
- Ninox leventisi Rasmussen, Allen, Collar, de Meule Meester, Hutchinson, Jakosalem, Kennedy, Lambert & Paguntalan, 2012
- Ninox meeki Rothschild & Hartert, 1914 – sovka manuská
- Ninox mindorensis Ogilvie-Grant, 1896
- Ninox natalis Lister, 1889 – sovka vánoční
- Ninox novaeseelandiae (Gmelin, 1788) – sovka ostrovní
- Ninox obscura Hume, 1872
- Ninox ochracea (Schlegel, 1866) – sovka okrová
- Ninox odiosa P. L. Sclater, 1877 – sovka novobritská
- Ninox philippensis Bonaparte, 1855 – sovka filipínská
- Ninox plesseni Stresemann, 1929
- Ninox punctulata (Quoy & Gaimard, 1830) – sovka tečkovaná
- Ninox randi Deignan, 1951
- Ninox reyi Oustalet, 1880
- Ninox rotiensis R. E. Johnstone & J. C. Darnell, 1997
- Ninox rudolfi A. B. Meyer, 1882 – sovka sumbská
- Ninox rufa (Gould, 1846) – sovka ryšavá
- Ninox rumseyi Rasmussen, Allen, Collar, de Meule Meester, Hutchinson, Jakosalem, Kennedy, Lambert & Paguntalan, 2012
- Ninox scutulata (Raffles, 1822) – sovka dravčí
- Ninox spilocephala Tweeddale, 1879
- Ninox spilonotus Bourns & Worcester, 1894
- Ninox squamipila (Bonaparte, 1850) – sovka molucká
- Ninox strenua (Gould, 1838) – sovka statná
- Ninox sumbaensis Olsen, Wink, Sauer-Gürth & Trost, 2002 – sovka malosundská
- Ninox theomacha (Bonaparte, 1855) – sovka džunglová
- Ninox variegata (Quoy & Gaimard, 1830) – sovka bismarcká